# David Eddings
David Eddings (* 7. Juli 1931 in Spokane, Washington; † 2. Juni 2009 in Carson City) war ein US-amerikanischer Fantasy-Autor. Seine Frau Leigh Eddings (1937–2007) hat an vielen seiner Bücher mitgewirkt, wird aber erst in den späten Werken als Co-Autorin erwähnt.

## Leben
Eddings wuchs am Puget Sound im amerikanischen Bundesstaat Washington auf. In der Zeit von 1954 bis 1956 diente er bei der US Army. Er erwarb 1954 am Reed College den akademischen Grad eines Bachelor of Arts und 1961 an der University of Washington den des Master of Arts. Am 27. Oktober 1962 heiratete er seine Frau Judith Leigh Schall. Bevor er zum Autor wurde, arbeitete er für die US-Streitkräfte und den Flugzeughersteller Boeing.
Er lebte bis zu seinem Tod in Carson City, Nevada. Er verbüßte im Jahr 1970 zusammen mit seiner Frau eine Gefängnisstrafe für Kindesmisshandlung an seinem Adoptivsohn.

## Werk
Eddings' erste Bücher waren Romane mit allgemeinen Themen wie Die Zeit der Jäger (Bastei Lübbe Verlag) und verkauften sich nur mäßig. Seinen Durchbruch schaffte er erst, nachdem er in das Genre von Adventure bzw. Fantasy (auch: Epic Fantasy) gewechselt war.
Sein Hauptwerk ist die Belgariad-Saga, an die sich die Malloreon-Saga anschließt. Die Belgariad-Saga erschien bereits einige Jahre vorher im Knaur Verlag als Das Auge Aldurs und ist nach dem Erfolg der Malloreon-Saga beim Lübbe-Verlag wiederveröffentlicht worden.
Außerdem erschienen die beiden Bücher Belgarath der Zauberer (Belgarath the Sorcerer) und Polgara die Zauberin (Polgara the Sorceress), die das Leben Belgaraths und seiner Tochter Polgara von den Anfängen bis zum Zeitpunkt des Beginns der Belgariad-Saga beschreiben. Sie sind in Form von Autobiografien der beiden gehalten, geschrieben nach Abschluss der Geschehnisse der Mallorean-Saga. Als Abschluss der Belgariad- und Malloreon-Saga erschien das Buch Der Riva-Kodex. der die Entstehung der Sagen, Anmerkungen des Autors zu den beiden Sagen und Zusatzliteratur wie zum Beispiel das Buch Alorn enthält.
Zudem hat David Eddings auch noch die Werke der Elenium-Trilogie und die daran anknüpfende Tamuli-Trilogie veröffentlicht. Diese beiden Sagen umfassen die Geschichte von „Ritter Sperber“ und seinen Gefährten. Ähnlich wie bei der Belgariad- und Malloreon-Saga handelt es sich auch hier um Epic Fantasy, jedoch mit großen Anleihen aus den mittelalterlichen Rittergeschichten, wie der Artus-Sage. Eddings schrieb auch den Roman Althalus. der ebenfalls in einer Fantasy-Welt angesiedelt ist und sich stark an der Elenium-Saga orientiert, jedoch ein eigenständiges Buch darstellt.
Auch seine letzte zusammen mit seiner Frau Leigh geschriebene Tetralogie Götterkinder (The Dreamers) ist inzwischen komplett auf Deutsch erhältlich.

## Veröffentlichungen
Die Belgariad-Saga (bei Droemer Knaur)
- Die Prophezeiung des Bauern. 1984, ISBN 3-426-05785-9, Pawn of Prophecy. 1982.
- Die Zaubermacht der Dame. 1985, ISBN 3-426-05792-1, Queen of Sorcery. 1982.
- Gambit der Magier. 1985, ISBN 3-426-05817-0, Magician’s Gambit. 1983.
- Turm der Hexerei. 1985, ISBN 3-426-05818-9, Castle of Wizardry. 1984.
- Verwunschenes Endspiel. 1986, ISBN 3-426-05819-7, Enchanters End Game. 1984.

Die Belgariad-Saga (bei Bastei Lübbe)
- Kind der Prophezeiung. 1992, ISBN 3-404-20189-2, Pawn of Prophecy. 1982.
- Zauber der Schlange. 1992, ISBN 3-404-20196-5, Queen of Sorcery. 1982.
- Spiel der Magier. 1993, ISBN 3-404-20203-1, Magician’s Gambit. 1983.
- Turm der Hexer. 1993, ISBN 3-404-20209-0, Castle of Wizardry. 1984.
- Duell der Zauberer. 1993, ISBN 3-404-20215-5, Enchanters End Game. 1984.

Die Belgariad-Saga (überarbeitete Neuauflage bei Blanvalet)
- Belgariad – Die Gefährten. 2018, ISBN 978-3-7341-6166-7, Pawn of Prophecy 1982.
- Belgariad – Der Schütze. 2018, ISBN 978-3-7341-6167-4,  Queen of Sorcer. 1982.
- Belgariad – Der Blinde. 2019, ISBN 978-3-7341-6172-8, Magician’s Gambit 1983.
- Belgariad – Die Königin. 2019, ISBN 978-3-7341-6191-9, Castle of Wizardry. 1984.
- Belgariad – Der Ewige. 2020, ISBN 978-3-7341-6211-4, Enchanters End Game. 1984.

Die Malloreon-Saga (überarbeitete Neuauflage 2022 bei Blanvalet)
- Herren des Westens. 1989, ISBN 3-404-20125-6, Guardians of the West. 1987., Neuauflage ISBN 978-3-734-16298-5
- König der Murgos. 1989, ISBN 3-404-20129-9,  King of the Murgos. 1988., Neuauflage ISBN 978-3-734-16299-2
- Dämon von Karanda. 1990, ISBN 3-404-20134-5,  Demon Lord of Karanda. 1988., Neuauflage ISBN 978-3-734-16300-5
- Zauberin von Darshiva. 1990, ISBN 3-404-20143-4, Sorceress of Darshiva. 1989., Neuauflage ISBN 978-3-734-16301-2
- Seherin von Kell. 1991, ISBN 3-404-20170-1, The Seeress of Kell. 1990., Neuauflage ISBN 978-3 734-16302-9

Das Auge Aldurs (zusammen mit Leigh Eddings)
- Belgarath der Zauberer. 1997, ISBN 3-404-28301-5, Belgarath the Sorcerer. 1996.
- Polgara die Zauberin. 1998, ISBN 3-404-28312-0, Polgara the Sorceress. 1996.
- Riva-Kodex. 2000, ISBN 3-404-20438-7, The Rivian Kodex. 1998.

Elenium-Trilogie
- Der Thron im Diamant. 1991, ISBN 3-404-20268-6, The Diamond Throne. 1989.
- Der Ritter vom Rubin. 1992, ISBN 3-404-20240-6, The Ruby Knight. 1990.
- Die Rose aus Saphir. 1991, ISBN 3-404-20250-3, The Saphire Rose. 1991.

Als Sammelband:
- Elenium (Sammelband). 1994, ISBN 3-7857-0733-9, Elenium (omnibus). 1993.

Tamuli-Trilogie
- Die schimmernde Stadt. 1995, ISBN 3-404-20331-3, Domes of Fire. 1992.
- Das leuchtende Volk. 1996, ISBN 3-7857-0834-3, The Shining Ones. 1993.
- Das verborgene Land. 1996, ISBN 3-404-20339-9, The Hidden City. 1994.

Götterkinder (zusammen mit Leigh Eddings)
- Das wilde Land. 2003, ISBN 3-442-26775-7, The Elder Gods. 2003.
- Dämonenbrut. 2005, ISBN 3-442-24280-0, The Treasured One. 2004.
- Im Flammenmeer. 2006, ISBN 3-442-24281-9, Crystal Gorge. 2005.
- Der Verrat. 2007, ISBN 978-3-442-24282-5, The Younger Gods. 2006.

Einzelromane
- The Losers. 1992.
- Althalus. 2001, ISBN 3-7857-2038-6, The Redemption of Althalus. 2000, (mit Leigh Eddings).
- Regina’s Song. 2002, (mit Leigh Eddings).
- High Hunt. 2014.